# Thomas Jeannerot
Pour les articles homonymes, voir Jeannerot.
Thomas Jeannerot (né le 30 mars 1984, à Rennes), est un parachutiste professionnel membre de l’équipe de France de parachutisme dans la double discipline Précision d’Atterrissage (PA) et Voltige.
Il est notamment champion du monde (2010) du combiné PA/Voltige, vice-champion d'Europe (2011) de Précision d'Atterrissage et vice champion du monde (2021) de Précision d'Atterrissage et Combiné équipe . Il est détenteur de 2 records du monde de Précision d'Atterrissage : en équipe (2011) et individuel (2013). Il possède également un palmarès étoffé de nombreuses médailles (nationales et internationales) en individuel, ainsi qu'en équipe.

## Parcours
Thomas a commencé le parachutisme à l’âge de 15 ans (minimum légal), en suivant les pas de son père et de son frère Simon.
A ses débuts en 1999, il est licencié au club CERP Alsace (Centre École Régional de Parachutisme Alsace). Il a effectué tout son apprentissage à Strasbourg (aérodrome du Polygone) sous les ordres de Gilles Nicolas, et a naturellement débuté la compétition sous les couleurs strasbourgeoises. Il progresse rapidement et participe la même année à ses premières compétitions, dont le championnat de France junior. Il devient alors le fer de lance de l'Équipe de Compétition de Strasbourg qui participe au circuit Coupe de France, ainsi qu'au Championnat de France par Équipe de Club. Pour lui : « la compétition est un réel vecteur de dynamisme pour un club associatif, mais il faut aussi savoir s'ouvrir au grand public et faire découvrir ce sport à travers des actions de démonstration et d'initiation ». Il s’investit activement dans le développement du club et du parachutisme en Alsace, grâce à un soutien sans faille de la ville de Strasbourg et de la Région Alsace. « Il est normal d'essayer de rendre, un peu de ce qu'on nous a donné ».
Ses performances prometteuses lui valent d'être repéré par la DTN (Direction Technique Nationale). Il entre en Équipe de France Junior dès 2000. Sa progression constante lui ouvre les portes du Collectif France en 2004. Il participe alors cette année là, à ses premières compétitions internationales avec l'Équipe de France. Il intègre l'Armée de l'air et le Collectif des Sportifs de Haut Niveau de la Défense en 2006 et devient officiellement parachutiste sportif professionnel.
Sa progression est continue durant les années suivantes. Il monte sur de nombreux podiums nationaux et internationaux entre 2005 et 2009, avant de s'adjuger le titre suprême de champion du monde en 2010, à l'occasion de sa première participation au championnat du monde. Il confirme l'année suivante en remportant deux médailles d'argent en Précision d'Atterrissage (PA) au championnat d'Europe 2011, en individuel et par équipe ainsi qu'en établissant, avec l'Equipe de France, le nouveau record du Monde de Précision d'Atterrissage par équipe (PA).
En 2013, il établit le nouveau record du monde de Précision d'Atterrissage (PA) individuelle.
En 2016, il remporte 3 titres de champion de France et réalise un triplé inédit en France (PA, Voltige, Combiné). Il ne se classera néanmoins que 6ème des Championnats du Monde de Chicago (USA) cette même année et également 6ème l'année suivante lors des championnats d'Europe 2017 de Podgorica (Monténégro).
En 2018, Il remporte 2 médailles de Bronze en Précision d'Atterrissage et au combiné  PA/Voltige au championnat du Monde de Erden (Bulgarie).
En 2019, il quitte le club de Strasbourg après 20ans d'histoire commune et se licencie au CERPS Tallard. Il enchaîne les bons résultats avec sa nouvelle équipe, dont un titre de vice champion de France de PA par équipe en 2019 et 2 titres consécutifs de champion de France de PA par équipe en 2020 et 2021.
Les Championnats du Monde 2020 ayant été reportés en raison de la pandémie du COVID 19, c'est en 2021 que l'épreuve a pu finalement se dérouler   à Kemerovo (Russie). Thomas termine au pied des podiums de PA et du Combiné avec une 4ème place dans les 2 épreuves individuelles. Il remporte cependant 2 médailles d'argent avec l'équipe de France, en devenant vice champion du monde de PA par équipe et vice champion du monde du combiné par équipe.
En 2022, Thomas remporte notamment 2 médailles de bronze au championnat du monde, avec l'équipe de France, en Précision d'Atterrissage par équipe et au Combiné par équipe. Cette même année, il monte également sur le podium en Précision d'Atterrissage Individuelle, lors de l'étape finale de la Coupe du Monde à Locarno (Suisse) en se classant 3ème.
En 2023, lors des championnats d'Europe à Ravenna (Italie), Thomas remporte une médaille de bronze en combiné individuel et une médaille de bronze en combiné par équipe. Cette même année, l'équipe de France se classe 2ème de l'étape italienne de la Coupe du Monde de Précision d'Atterrissage à Belluno et remporte l'étape finale à Dubai.
En 2024 Thomas et l'équipe de France réalise une grande saison en Coupe du Monde avec notamment 2 médailles de bronze aux épreuves de précision d'atterrissage par équipe à Cahors (France) et Belluno (Italie) ainsi qu'une victoire lors de l'étape de Bled (Slovénie).
La saison s'achève par les championnats du Monde à Prostejov (République Tchèque) où l'équipe de France remporte 2 médailles de bronze en précision d'atterrissage par équipe et au combiné par équipe. Thomas ajoutera une 3ème médaille de bronze à son total personnel en montant sur le podium de l'épreuve de précision d'atterrissage individuel.
Thomas est entraîné par Jacques Baal (ancien champion du monde de la discipline, et entraîneur national).
Il comptabilise fin 2024 plus de 11 000 sauts à son actif, dans sa discipline spécialité notamment, et il pratique aussi fréquemment des disciplines de chute libre à plusieurs : Vol Relatif /  Free Fly, ainsi que des sauts vidéos, ou des sauts avec voile hybride. Il s'adonne également à d'autres disciplines du vol libre, le parapente et le paramoteur, qui selon lui « procurent des sensations de vol totalement différentes mais toutes complémentaires.»

## Record du monde

À l'occasion de la dernière Compétition Internationale de Précision d'Atterrissage de la saison 2013, les meilleurs spécialistes mondiaux de la discipline étaient tous présents sur le site exceptionnel de Skydive Dubaï (Dubaï - Palmeraie) pour une confrontation d'un niveau jamais égalé auparavant.
Thomas remporte la victoire des 4es Championnats Internationaux de Dubaï (4th DIPC) , avec un score de 02 cm sur 10 sauts.
Il établit ainsi le nouveau record du monde Individuel de Précision d’Atterrissage (PA) contre 03 cm précédemment.
Le record du monde est toujours détenu par Thomas à la fin de la saison 2024.
Thomas est également codétenteur du record du monde de Précision d'Atterrissage en équipe, avec l'équipe de France (2011).

## Découverte du sport
Le parachutisme compte de multiples pratiques sportives. La spécialité de Thomas est la double discipline Précision d'Atterrissage et Voltige, que l'on peut aisément comparer à l'athlétisme du parachutisme.
Elle propose l'association d'une épreuve de chute libre " la voltige " et d'une épreuve parachute ouvert " la précision d'atterrissage "(PA). Elle requiert donc une grande maîtrise de tous les différents aspects de l'art de voler.
>> A Noter qu'il existe en compétition, un classement pour chaque épreuve mais également un classement combiné qui révèle ainsi le meilleur  parachutiste.

### Précision d'Atterrissage

Précision d'Atterrissage Thomas Jeannerot 2013

La Précision d'Atterrissage (PA) se dispute parachute ouvert, en individuel et en équipe.
Le principe est de se poser sur une cible dont le centre mesure 2 cm  de diamètre (soit une pièce de 1 euro).
La cible électronique de 32 cm  de diamètre est composée de capteurs qui mesurent la performance en cm*.
Une compétition se déroule sur 10 manches. Le vainqueur est l’athlète qui présente le plus petit score en cm (sauts cumulés).
Les parachutistes sautent de l’avion à 1 200 mètres (par groupe de 5 maximum) pour 10 secondes de chute libre.
Ils profitent de la première partie du saut pour s’étager, c'est-à-dire se distancer les uns des autres, afin de pouvoir se poser séparément dans les meilleures conditions possibles.
La PA reste aujourd’hui l’expression du parachutisme la plus prisée par les spectateurs par la proximité de l'action (quelques mètres), mais également grâce à la cible électronique, qui affiche immédiatement les résultats (en cm).

Précision d'Atterrissage Thomas Jeannerot 2013

Le résultat idéal, soit 0 cm, lorsque l'on frappe le centre, s'appelle un "carreau".
C'est un sport plutôt ouvert, Les conditions météos y prennent une grande importance. La PA requiert donc une très grande faculté d’adaptation à l'aérologie et une excellente maîtrise du pilotage.
À noter que la Précision d’Atterrissage (PA) est la plus ancienne des disciplines ayant donné lieu à concours, pour la simple raison qu’elle pouvait déjà être pratiquée alors que la chute libre n’était pas encore apparue.
Aujourd'hui, c'est la discipline du parachutisme la plus pratiquée en compétition dans le monde.
* Plus précisément il faut que la première partie du corps touchant le sol (de préférence le talon) prenne contact avec le centre idéal de la cible, matérialisé par un disque jaune de 2 cm de diamètre. Il est placé au centre d'un cercle de 32 cm de diamètre qui mesure la performance électroniquement cm par cm.

### Voltige

Voltige - Thomas Jeannerot sautant d'un Pilatus PC-6

La voltige est le sprint du parachutisme. Cette discipline individuelle s’effectue en chute libre.
Le principe est de prendre un maximum de vitesse et d’enchaîner une série de figures le plus vite possible (les vitesses peuvent dépasser 400km/h).
Les sauts sont filmés à l'aide d'une vidéo-sol équipée d'une puissante lentille . Puis les performances sont chronométrées et jugées en public à la fin du saut. Une compétition comprend 4 manches qualificatives et une finale pour les 8 meilleurs.

Voltige - Thomas Jeannerot

Les sauts se font à partir d'une hauteur de 2200 m à 2500 m. Le compétiteur s'élance dans une phase d'accélération pendant 15 à 20 secondes puis effectue son enchaînement de figures en bénéficiant au maximum de la vitesse emmagasinée.
Les séries de figures sont appelées "groupes". Ils sont constitués de Tour et Salto à réaliser dans un ordre déterminé.
Chaque figure mal effectuée donne lieu à des pénalités qui sont ajoutées au temps d'exécution. L’ordre des groupes est tiré au sort à chaque compétition pour les 4 premiers sauts, le saut de finale étant "libre".
La performance de l'athlète est définie en seconde et centième de seconde. Le vainqueur est l’athlète qui présente le plus petit score cumulé.
On compte 4 différents groupes de figures. Leur enchaînement complet est réalisé par les meilleurs spécialistes mondiaux en un peu plus de 6 secondes, pénalités comprises.
Les spectateurs peuvent suivre la compétition "Live" grâce à un écran géant connecté à la caméra de jugement.

## Diplômes de parachutisme: initiation & coaching
En 2017, en parallèle de sa carrière sportive, Thomas décroche également les diplômes fédéraux d'encadrement et de formation au parachutisme sportif (anciennement appelés Brevet d'État), délivrés par le ministère de la Jeunesse et des Sports.
Il obtient ainsi le BPJEPS (Brevet Professionnel de l'Education Populaire de la Jeunesse et des Sports) et le DEJEPS(Diplôme d'Etat de l'Education Populaire de la Jeunesse et des Sports) qui lui permettent de mettre en place et d'effectuer toutes actions éducatives dans le cadre du parachutisme.
Il effectue principalement des sauts découvertes en tandem pour le grand public.
En juillet 2021, il a notamment réalisé le saut d'initiation en tandem de Johann Zarco, le célèbre champion français de Moto GP.

## Palmarès

### Record du monde
- Record du Monde de Précision d'Atterrissage Individuelle - 2013 (Dubaï)
- Record du Monde de Précision d'Atterrissage par Équipe - 2011 (Kikinda)

### International

#### Championnat du monde
- 3e du Championnat du Monde - Combiné individuel - 2024 (Prostejov)
- 3e du Championnat du Monde - Combiné par Équipe - 2024 (Prostejov)
- 3e du Championnat du Monde - Précision d'Atterrissage par Équipe - 2024 (Prostejov)
- 3e du Championnat d'Europe - Combiné individuel - 2023 (Ravenna)
- 3e du Championnat d'Europe - Combiné par Équipe - 2023 (Ravenna)
- 3e du Championnat du Monde - Précision d'Atterrissage par Équipe - 2022 (Strakonice)
- 3e du Championnat du Monde -  Combiné par Équipe - 2022 (Strakonice)
- Vice-champion du Monde - PA par Équipe - 2021 (Kemerovo)
- Vice-champion du Monde - Combiné par Équipe - 2021 (Kemerovo)
- 3e du Championnat du Monde - Précision d'Atterrissage - 2018 (Erden)
- 3e du Championnat du Monde - Combiné - 2018 (Erden)
- Vice-champion d'Europe de Précision d'Atterrissage Individuelle - 2011 (Kikinda)
- Vice-champion d'Europe de Précision d'Atterrissage par Équipe - 2011 (Kikinda)
- 3e du Championnat d'Europe - Combiné par Équipe - 2011 (Kikinda)
- Champion du Monde du Combiné Individuel - 2010 (Niksic)
- Vice-Champion du Monde du Combiné par Équipe - 2010  (Niksic)

#### Coupe du monde
- 3e Coupe du Monde de Précision d'Atterrissage par Équipe - 2024 (Belluno)
- 1re Coupe du Monde de Précision d'Atterrissage par Équipe - 2024 (Bled)
- 3e Coupe du Monde de Précision d'Atterrissage par Équipe - 2024 (Cahors)
- 1re Coupe du Monde de Précision d'Atterrissage par Équipe - 2023 (Dubaï)
- 2e Coupe du Monde de Précision d'Atterrissage Individuel - 2023 (Belluno)
- 3e Coupe du Monde de Précision d'Atterrissage Individuel - 2022 (Locarno)
- 1re Coupe du Monde de Précision d'Atterrissage par Équipe - 2018 (Peiting)
- 1re Coupe du Monde de Précision d'Atterrissage Individuel - 2017 (Locarno)
- 1re Coupe du Monde de Précision d'Atterrissage par Équipe - 2014 (Peiting)
- 3e Coupe du Monde de Précision d'Atterrissage par Équipe - 2013 (Locarno)
- 3e Coupe du Monde de Précision d'Atterrissage Individuel - 2012 (Bled)
- 3e Coupe du Monde de Précision d'Atterrissage par Équipe - 2012 (Bled)
- 2e Coupe du Monde de Précision d'Atterrissage Individuel - 2005 (Belluno)

#### Trophées Internationaux
- Vainqueur du 4e Championnat International de Parachutisme de Dubai (DIPC) - 2013 (Dubaï)

- Vainqueur du Trophée Du Maroc - Voltige - 2013  (Beni Mellal)

- Vainqueur du Trophée International du Maroc de Précision d'Atterrissage par Équipe - 2013  (Béni Mellal)

- Vainqueur du Master Européen de Précision d'Atterrissage par Équipe - 2012  (Strasbourg)

- 2e du Master Européen de Précision d'Atterrissage par Équipe - 2011  (Strasbourg)

### National

#### Championnat de France
- Champion de France de Voltige - 2023 (Gap-Tallard)
- Vice Champion de France de Combiné individuel - 2023 (Gap-Tallard)
- Vice-Champion de France de Précision d'Atterrissage par Équipe - 2023 (Gap-Tallard)
- Vice Champion de France de Combiné - 2022 (Bouloc)
- Vice Champion de France Voltige - 2022 (Bouloc)
- 3e du Championnat de France de Précision d'Atterrissage - 2022 (Bouloc)
- Champion de France de Précision d'Atterrissage par Équipe - 2022 (Bouloc)
- Champion de France de Précision d'Atterrissage par Équipe - 2021 (Agen)
- Vice Champion de France de Combiné - 2021 (Agen)
- 3e du Championnat de France de Précision d'Atterrissage - 2021 (Agen)
- 3e du Championnat de France de Voltige - 2021 (Agen)
- Champion de France de Précision d'Atterrissage par Équipe - 2020 (Laval)
- Vice Champion de France de Voltige - 2020 (Laval)
- 3e du Championnat de France de Combiné - 2020  (Laval)
- Champion de France de Précision d'Atterrissage ascensionnel - 2020 (Laval)
- Champion de France de Précision d'Atterrissage - 2019 (Vichy)
- Champion de France de Combiné - 2019 (Vichy)
- Vice Champion de France de Voltige - 2019 (Vichy)
- Vice Champion de France de Précision d'Atterrissage par Équipe - 2019 (Vichy)
- 3e du Championnat de France de Précision d'Atterrissage - 2017 (Vichy)
- Champion de France de Voltige - 2016 (Vichy)
- Champion de France de Précision d'Atterrissage - 2016 (Vichy)
- Champion de France de Combiné - 2016 (Vichy)
- Champion de France de Voltige - 2013 (Vichy)
- Champion de France de Précision d'Atterrissage par Équipe - 2013 (Vichy)
- Vice-Champion de France de Précision d'Atterrissage Individuelle - 2009 (Maubeuge)
- Vice-Champion de France de Précision d'Atterrissage par Équipe - 2008 (Metz)
- 3e du Championnat de France de Précision d'Atterrissage par Équipe - 2003 / 2004 / 2007

#### Coupe de France
- Vainqueur Coupe de France Individuelle
- Vainqueur Coupe de France par Équipe
- 2e Coupe de France Individuelle
- 2e Coupe de France par Equipe
- 3e Coupe de France Individuelle
- 3e Coupe de France par Équipe

### Junior

#### International
- Champion d'Europe de Voltige - 2005 (Prostějov)
- Vice-Champion d'Europe - Combiné - 2005 (Prostějov)
- 3e du Championnat d'Europe de Précision d'Atterrissage - 2005 (Prostějov)

#### National
- Champion de France - 2003 / 2005 / 2006 / 2007 / 2008
- Vice-Champion de France - 2002 / 2003 / 2004
- 3e du Championnat de France - 2001 / 2002 / 2003 / 2005 / 2006

```
  > 
Tableau Récapitulatif des Médailles par Discipline
```

|                       | Précision d'Atterrissage | Voltige | Combiné | Précision d'Atterrissage par Équipe | Combiné par Équipe                                                                                          |
| --------------------- | --- | --- | --- | --- | --- |
| Championnat du Monde  | Médaille de bronze, monde · Médaille de bronze, monde                                                                                | | Médaille d'or, monde · Médaille de bronze, monde                                                               | Médaille d'argent, monde · Médaille de bronze, monde · Médaille de bronze, monde | Médaille d'argent, monde · Médaille d'argent, monde · Médaille de bronze, monde · Médaille de bronze, monde |
| Coupe du Monde        | Médaille d'argent, monde · Médaille d'argent, monde · Médaille de bronze, monde · Médaille de bronze, monde · Médaille d'or, monde   | | | Médaille d'or, monde · Médaille d'or, monde · Médaille d'or, monde · Médaille d'or, monde · Médaille de bronze, monde · Médaille de bronze, monde · Médaille de bronze, monde · Médaille de bronze, monde | |
| Champion d'Europe     | Médaille d'argent, Europe | | Médaille de bronze, Europe                                                                                     | Médaille d'argent, Europe | Médaille de bronze, Europe · Médaille de bronze, Europe                                                     |
| Championnat de France | Médaille d'or · Médaille d'or · Médaille d'or · Médaille d'argent · Médaille de bronze · Médaille de bronze · Médaille de bronze     | Médaille d'or · Médaille d'or · Médaille d'or · Médaille d'argent · Médaille d'argent · Médaille d'argent · Médaille de bronze | Médaille d'or · Médaille d'or · Médaille d'argent · Médaille d'argent · Médaille d'argent · Médaille de bronze | Médaille d'or · Médaille d'or · Médaille d'or · Médaille d'or · Médaille d'argent · Médaille d'argent · Médaille d'argent · Médaille de bronze · Médaille de bronze · Médaille de bronze                  | |
| Coupe de France       | Médaille d'or · Médaille d'argent · Médaille d'argent · Médaille de bronze · Médaille de bronze                                      | Médaille d'or · Médaille d'or · Médaille d'or · Médaille d'or · Médaille d'or · Médaille d'or · Médaille d'argent · Médaille d'argent · Médaille d'argent · Médaille d'argent · Médaille d'argent · Médaille de bronze · Médaille de bronze · Médaille de bronze | | Médaille d'or · Médaille d'or · Médaille d'or · Médaille d'or · Médaille d'or · Médaille d'or · Médaille d'or · Médaille d'argent · Médaille d'argent · Médaille de bronze · Médaille de bronze           | |
| Junior                | Médaille d'or · Médaille d'or · Médaille d'argent · Médaille d'argent · Médaille de bronze · Médaille de bronze · Médaille de bronze | Médaille d'or · Médaille d'or · Médaille d'or · Médaille d'argent · Médaille d'argent · Médaille de bronze | Médaille d'or · Médaille d'or · Médaille d'argent · Médaille d'argent · Médaille de bronze                     | | |

## Distinctions
- Médaille de la Défense nationale, échelon bronze
- Médaille de la jeunesse, des sports et de l'engagement associatif, bronze